# Campus Helsingborg

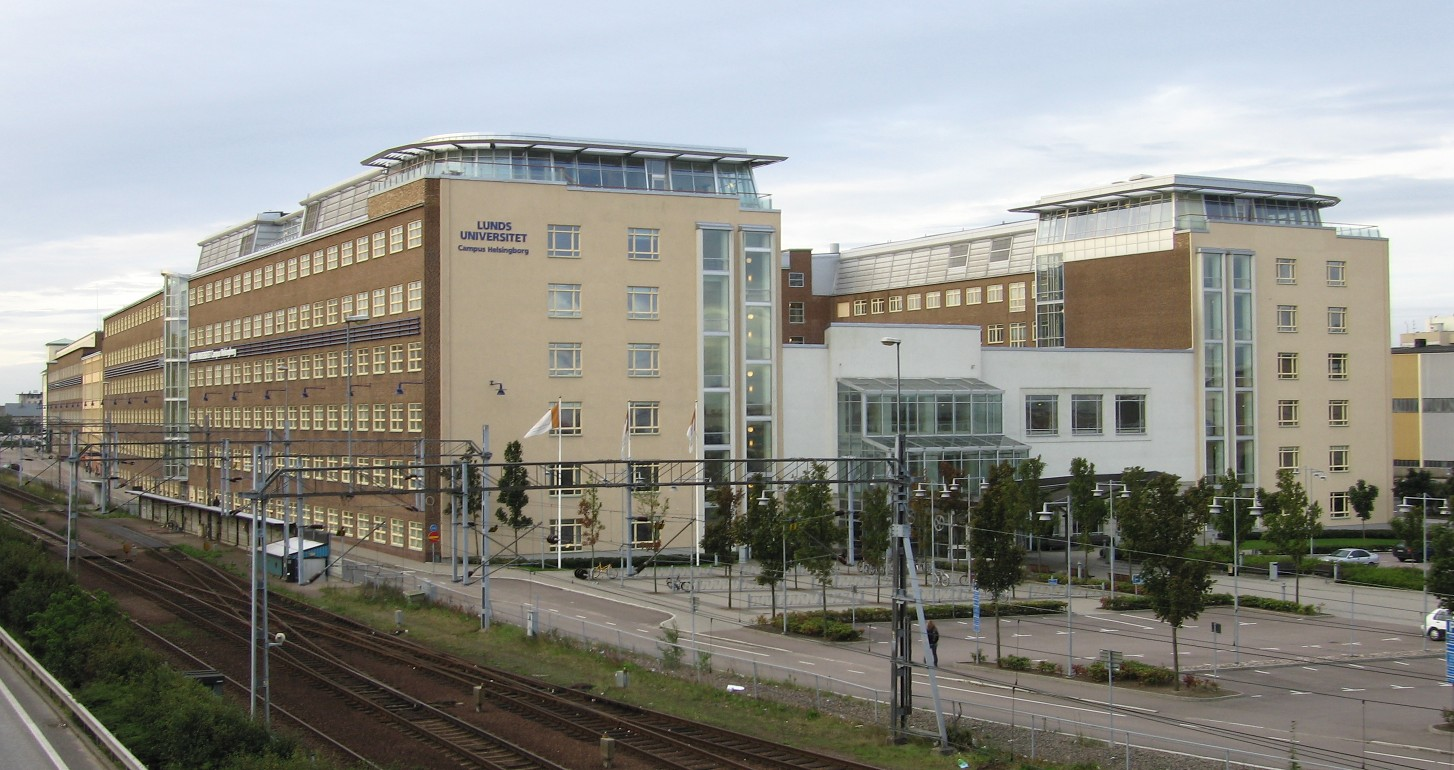
Campus Helsingborgs lokaler i före detta Tretornfabriken.

Campus Helsingborg är en del av Lunds universitet som etablerades år 2000 i Helsingborg och är belägen i den före detta Tretornfabriken strax söder om Helsingborgs centralstation, samt omedelbart väster om stadsdelen Söder.

## Om Campus

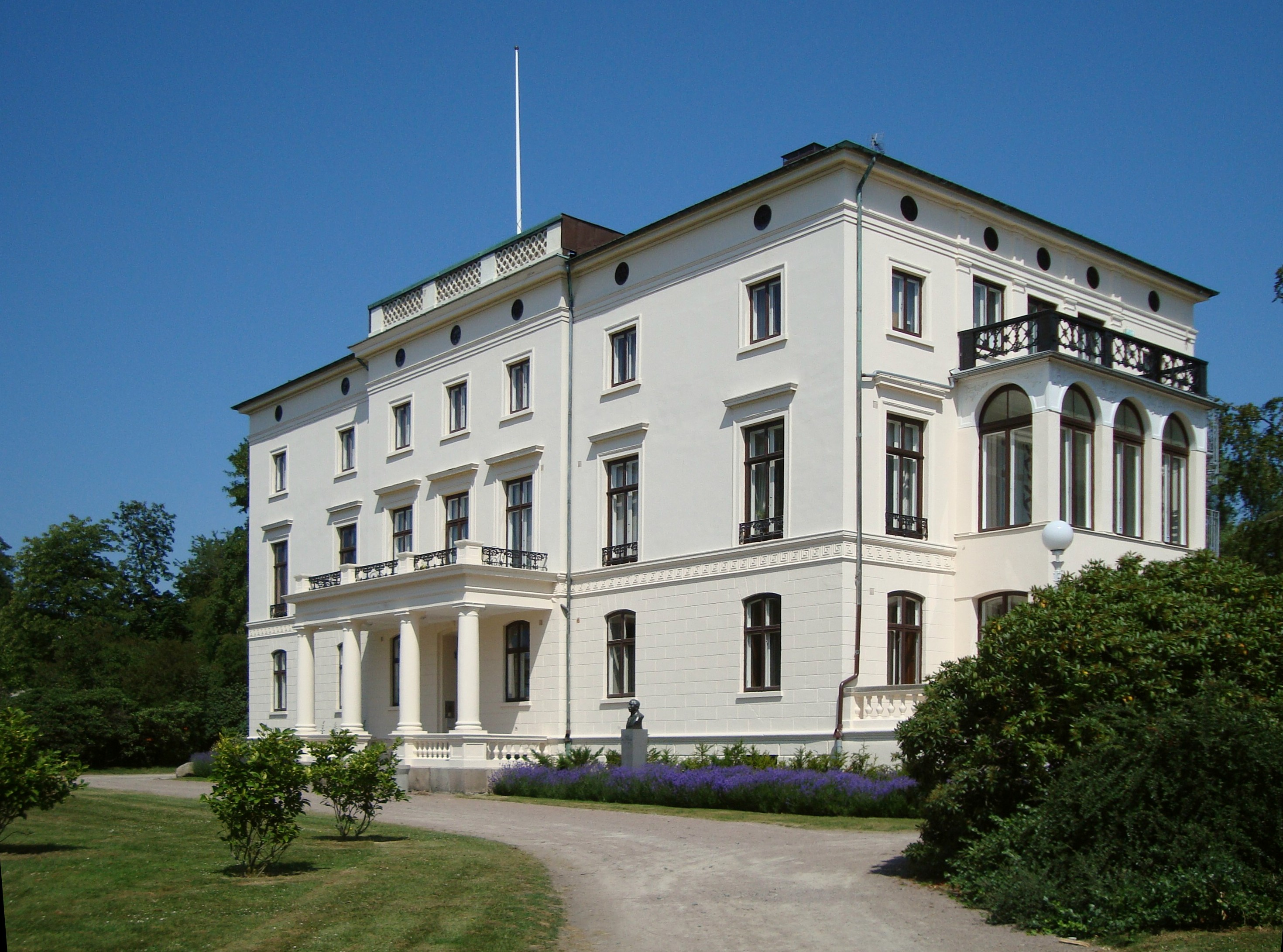
Konsul Perssons villa.

Campus Helsingborg utbildar för tillfället (2012) omkring 4 000 studenter årligen. Studenterna kan läsa kandidatprogram, masterutbildningar och fristående kurser. Utbildningarna arbetas fram i nära samarbete med näringsliv och offentlig sektor i nordvästra Skåne. Tonvikten inom utbildningarna ligger på dels strategisk kommunikation, på Service management, samt på högskoleingenjörsutbildningarna. Campus Helsingborg har även ett socionomprogram, ämneslärarutbildning samt en yrkesteknisk högskoleutbildning inom livsmedelsteknik. Forskningen bedrivs i samarbete med övriga delar av Lunds universitet och näringslivet. 
Hösten 2012 kommer Sveriges första kandidatprogram i modevetenskap att starta på Campus Helsingborg.
Studenterna organiseras i studentföreningen Stampus, Studentföreningen AGORA och Ingenjörssektionen ING, med bas i Konsul Perssons villa, även bara kallad "Villan". Under 2016 kommer Studentföreningarna på Campus Helsingborg flytta ifrån "Villan", till det gamla församlingshemmet vid Furutorpsparken. 
I dag erbjuds studenterna medlemskap i de studentkårer vid Lunds universitet som har anknytning till skolans utbildningar: Teknologkåren (TLTH), Lunds Humanistkår, LundaEkonomernas Studentkår, Lunds Samhällsvetarkår och Lunds Naturvetarkår.
Campus Helsingborg har en studentblogg, där studenter från programmen inom service management bloggar om studier, studentliv och annat studierelaterat.

## Historik
Även om Campus Helsingborg inte startade förrän år 2000, har Lunds universitet haft utbildning i staden sedan 1989. Då startade Lunds tekniska högskola en ingenjörsutbildning i kemi som var förlagd till lokaler på gymnasiet Tycho Braheskolan. Senare flyttade utbildningarna till Clemensskolans lokaler vid nuvarande Skolstaden. 
Lunds universitet breddade från 1998 utbildningen med utbildningar inom främst humaniora, samhällsvetenskap och naturvetenskap. Detta möjliggjordes genom beslut i riksdagen 1997, där de utbildningsplatser som det året skulle tilldelas till Lunds universitet förlades i Helsingborg. För Lunds universitet, som blev allt mer trångbott, skapades en yta för nysatsningar. Efter att universitetet hösten 1999 nådde ett avtal om att hyra in sig i den gamla Tretornfabriken vid hamnen kunde skolan successivt flytta till nya lokaler under 2000 och 2001. Vid starten omfattade utbildningen 1 600 elever. Utvecklingen av skolan stöddes av tio kommuner i nordvästra Skåne, samt i samverkan med regionens näringslivsorganisation, Skåne Nordväst.

### Rektorer
- SvenOve Johansson (projektledare), januari 2000 – december 2001
- Christer Särnstrand (t.f. projektledare), januari 2002 – augusti 2002
- Anders Hallgren, augusti 2002 – juni 2007
- Lars Haikola, juli 2007 – augusti 2010
- Christer Eldh (t.f. rektor), augusti 2010 – mars 2011
- Jesper Falkheimer, mars 2011 – december 2016
- Annika Olsson, januari 2017 – 2020
- Charlotta Johansson, 2021 –[2]

## Program

### Kandidatutbildningar
- Högskoleingenjör (180 hp) i:
  - Datateknik
  - Byggteknik med arkitektur
  - Byggteknik - järnvägsteknik
  - Elektroteknik med inriktning automation
- Livsmedelsteknisk högskoleutbildning (120 hp)
- Food Management (180 hp)
- Logistics Service Management (180 hp)
- Health Management (180 hp)
- Hotel- & Restaurant Management (180 hp)
- Retail Management (180 hp)
- Tourism Management (180 hp)
- Equality and Diversity Management (180 hp)
- Modevetenskap (180 hp)
- Strategisk kommunikation (180 hp)
- Strategisk kommunikation - digitala medier (180 hp)
- Socionomutbildning (210 hp)
- Ämneslärarutbildning (270-330 hp)

### Masterutbildningar
- Energi- och miljöeffektiva byggnader
- Joint Programme in European Public Relations
- Logistics management
- Retail management
- Strategisk kommunikation
- Tourism and Hospitality Management

### Övriga utbildningar
- Tekniskt basår
- Teknisk bastermin
- Kompletterande pedagogisk utbildning - KPU